# Carmen Jones (film)
Carmen Jones är en amerikansk musikalfilm från 1954 i regi av Otto Preminger. Huvudrollerna spelas av Dorothy Dandridge och Harry Belafonte. Manuset skrevs av Harry Kleiner, baserat på Broadwaymusikalen med samma namn från 1943 med libretto av Oscar Hammerstein II och med Georges Bizets musik till operan Carmen. Huvudrollsinnehavarna var båda välkända sångare, men dubbades ändå eftersom de inte behärskade operasång.
I Frankrike hävdade ättlingar till Bizet att filmen bröt mot gällande upphovsrättslagstiftning och filmen bannlystes. Den fick visas utom tävlan på Cannesfestivalen 1955, men först 1981 kunde fransk publik se den på reguljära biografer.
Filmens titelsekvens är formgivaren Saul Bass första insats på området.

## Rollista i urval
- Dorothy Dandridge - Carmen Jones (sångröst dubbad av Marilyn Horne)
- Harry Belafonte - Joe, en soldat (sångröst dubbad av LeVern Hutcherson)
- Pearl Bailey - Frankie, en av Carmens bästa vänner
- Olga James - Cindy Lou
- Joe Adams - Husky Miller (sångröst dubbad av Marvin Hayes)
- Brock Peters - Sergeant Brown
- Roy Glenn - Rum Daniels, Huskys manager
- Diahann Carroll - Myrt, en av Carmens bästa vänner (sångröst dubbad av Bernice Peterson)